# Verwaltungsgemeinschaft Bad Königshofen im Grabfeld
In der Verwaltungsgemeinschaft Bad Königshofen i.Grabfeld im unterfränkischen Landkreis Rhön-Grabfeld haben sich folgende Gemeinden zur Erledigung ihrer Verwaltungsgeschäfte zusammengeschlossen:
1. Aubstadt, 729 Einwohner, 11,92 km²
2. Großbardorf, 959 Einwohner, 16,54 km²
3. Herbstadt, 622 Einwohner, 20,70 km²
4. Höchheim, 1054 Einwohner, 25,26 km²
5. Sulzdorf a.d.Lederhecke, 1152 Einwohner, 36,36 km²
6. Sulzfeld, 1748 Einwohner, 22,52 km²
7. Trappstadt, Markt, 903 Einwohner, 25,79 km²

Die Verwaltungsgemeinschaft entstand 1978 im Zuge der Gebietsreform in Bayern. Sitz, aber nicht Mitglied der Verwaltungsgemeinschaft ist Bad Königshofen i.Grabfeld.